# Velleia
sulle colline di qua da Piacenza vi è la città dei veleiati
(Plinio, Naturalis historia VII 163)»
Velleia o Veleia è una frazione del comune italiano di Lugagnano Val d'Arda in provincia di Piacenza.
Inizialmente fondata dai Liguri Veleiati, venne, poi, conquistata dai romani diventando, durante gli ultimi anni della Repubblica romana, sede di un municipium e capoluogo di una zona medio-appenninica che si estendeva tra i fiumi Trebbia e Taro, grazie alla disponibilità di acque termali.
Caduta in declino dalla fine del III secolo e successivamente abbandonata, la città è stata riscoperta a partire dal 1747 dopo il fortuito ritrovamento della tabula alimentaria traianea, a cui seguirono gli scavi per riportare alla luce i resti romani, operati a partire dal 1760.

## Origine del nome
Il nome deriva da quello della tribù ligure dei Veleiates o Veliates, i quali furono i fondatori del primo nucleo del centro abitato. 

Testi epigrafici e fonti letterarie ne attestano più antica e frequente la grafia con elle semplice rispetto a quella con la doppia elle che, se si eccettua un'iscrizione del 148 d.C. ed un riferimento nella Naturalis Historia di Plinio il Vecchio, il quale, peraltro, utilizza anche la grafia ad elle semplice in un altro passaggio. Secondo Salvatore Aurigemma, direttore degli scavi attorno alla metà del novecento, l'utilizzo della grafia con la elle doppia potrebbe essersi diffuso grazie alla vicinanza con il toponimo Vellè, appartenuto ad un'abitazione situata nella zona di Macinesso, toponimo, poi, caduto in disuso.
Sono diffuse, anche se scorrette le grafie Veleja e Velleja con la lettera j al posto della i, lettera che, tuttavia, non era presente nell'alfabeto latino, e Veleia Romana.
In alcuni atti risalenti tra il IX ed il X secolo viene citata una località montana piacentina con l'appellativo di Augusta/Austa: secondo la linguista Giulia Petracco Sicardi il toponimo Augusta poteva essere ammesso solo come attributo di Veleia. Il toponimo potrebbe aver classificato Veleia come città romana, negli anni delle invasioni barbariche, dopo l'abbandono della città. In alternativa, il termine potrebbe essere associato alla concessione, da parte dell'imperatore Augusto, del rango onorifico di colonia alla città veleiate, avvenuto, forse, nel 14 a.C..

## Storia
La zona di Veleia è abitata sin dalla preistoria, a testimonianza di ciò sono stati ritrovati i resti di alcuni sepolcri a cremazione, risalenti alla seconda età del ferro, a nord-est dei resti romani, oltre a questi sono stati ritrovati anche reperti risalenti all'età del bronzo.

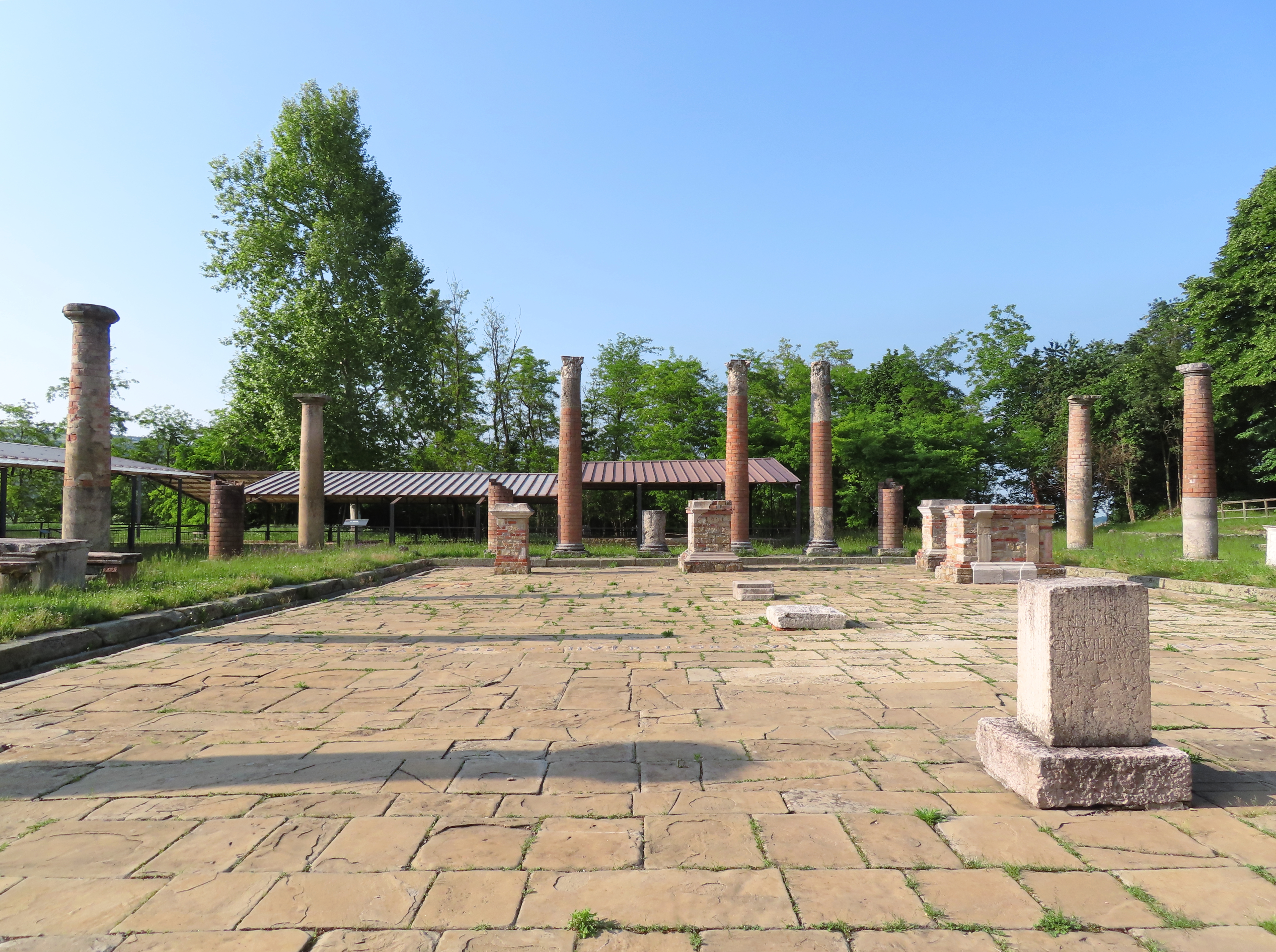
Foro

L'insediamento vero e proprio di Veleia viene fondato dai liguri veleiati, da cui deriva il toponimo. Nel 158 a.C., con la definitiva sottomissione dei liguri al dominio di Roma, la zona viene occupata pacificamente dai romani.
Nel I secolo a.C. Veleia conosce una fase di sviluppo diventando prima colonia latina nell'89 a.C. e poi municipio nel 49 a.C., ascritto alla famiglia patrizia dei Galeria. Lo sviluppo della città, data la posizione decentrata rispetto alle principali direttrici commerciali che valicano l'Appennino, non è dovuto ai movimenti commerciali, ma alla presenza di sorgenti di acqua termale, sfruttate sia per le loro proprietà curative che per ragioni alimentari. In quegli anni Veleia diviene capoluogo di una zona medio-appenninica che si estende tra i fiumi Trebbia e Taro. Nel 42 d.C. viene concessa la cittadinanza romana agli abitanti di Veleia.

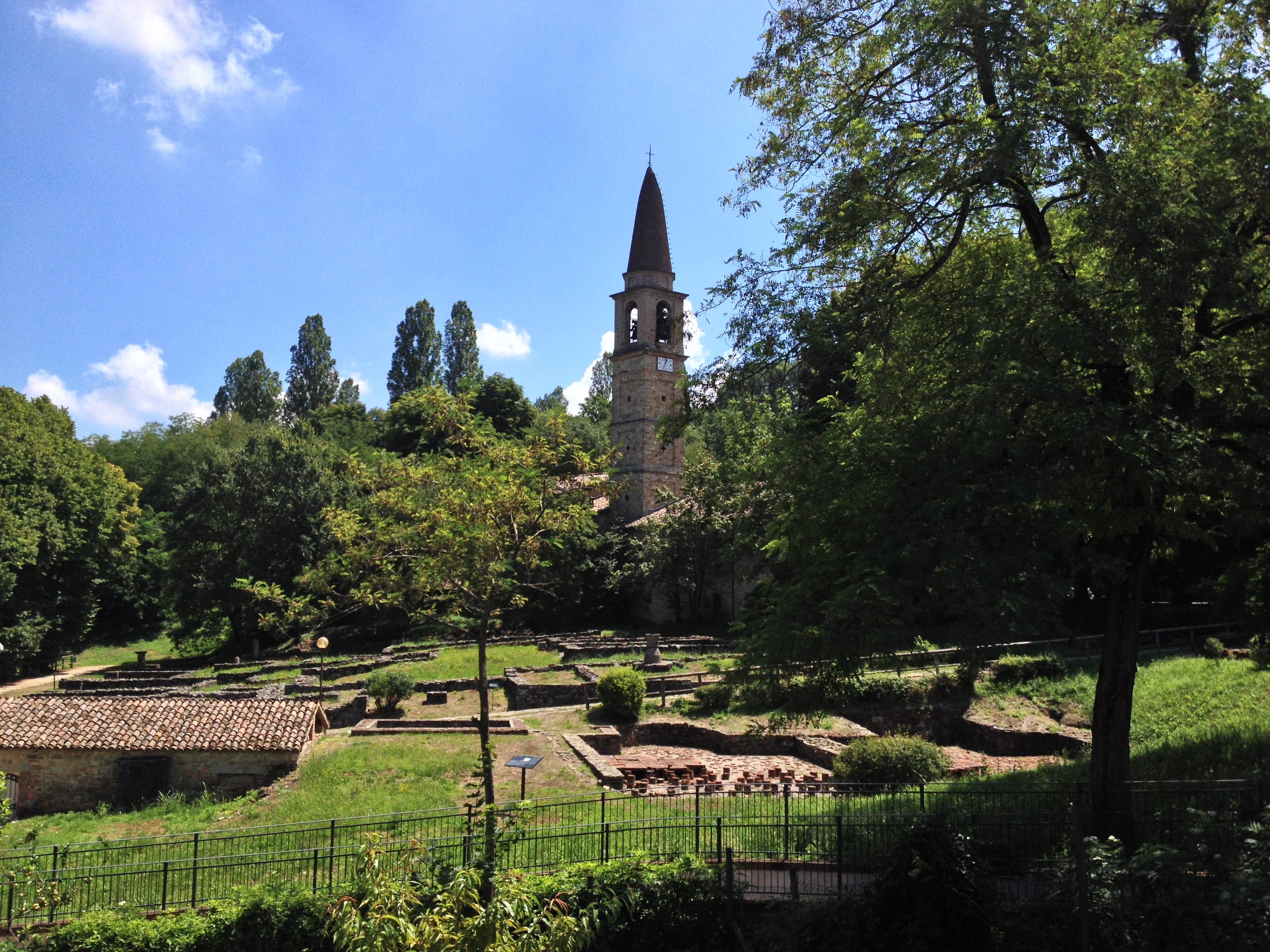
Veduta degli scavi

Lo sviluppo del centro avviene, principalmente, in cinque periodi temporali: i primi due, durante la tarda repubblica, il terzo nell'epoca augustea, il quarto nella prima metà del I secolo e, infine, l'ultimo di poco successivo. Veleia conosce una decadenza a partire dalla fine del III secolo a causa dei danni prodotti dalle frane a cui la zona è soggetta e della crisi economica generata dalla concentrazione dei terreni nelle mani di grandi proprietari terrieri: l'epigrafe più recente ritrovata durante gli scavi è datata 276 d.C.. Ai precedenti fattori si somma la decadenza dell'impero romano stesso. L'esame di alcune monete tardo-imperiali attesta la sopravvivenza di Veleia fino al V secolo, prima del completo abbandono.
Scomparso il toponimo Veleia, sostituito da quello di Macinesso, nel XII secolo sorge nel luogo dei resti, definitivamente sommersi da una frana nel trecento, la plebana di Sant'Antonino martire che compare in un documento del 1297. La chiesa subisce, poi, più lavori di ricostruzione sino a prendere l'aspetto definitivo nel cinquecento.
Secondo alcuni autori piacentini, già nel corso del seicento, si sviluppano delle limitate e superficiali attività di scavo nella zona veleiate che riportano alla luce alcuni reperti marmorei venduti in piccoli mercati clandestini o riutilizzati nei locali insediamenti.

### La riscoperta
Nel maggio 1747, durante i lavori di preparazione di un campo situato nei pressi della chiesa di Sant'Antonino viene ritrovata un'epigrafe bronzea di forma rettangolare: la tabula alimentaria traianea. Originariamente situata nel foro, su di una delle pareti della basilica, si tratta di un registro riportante 51 ipoteche fondiarie costituite a seguito di un'operazione promossa dall'imperatore Traiano.

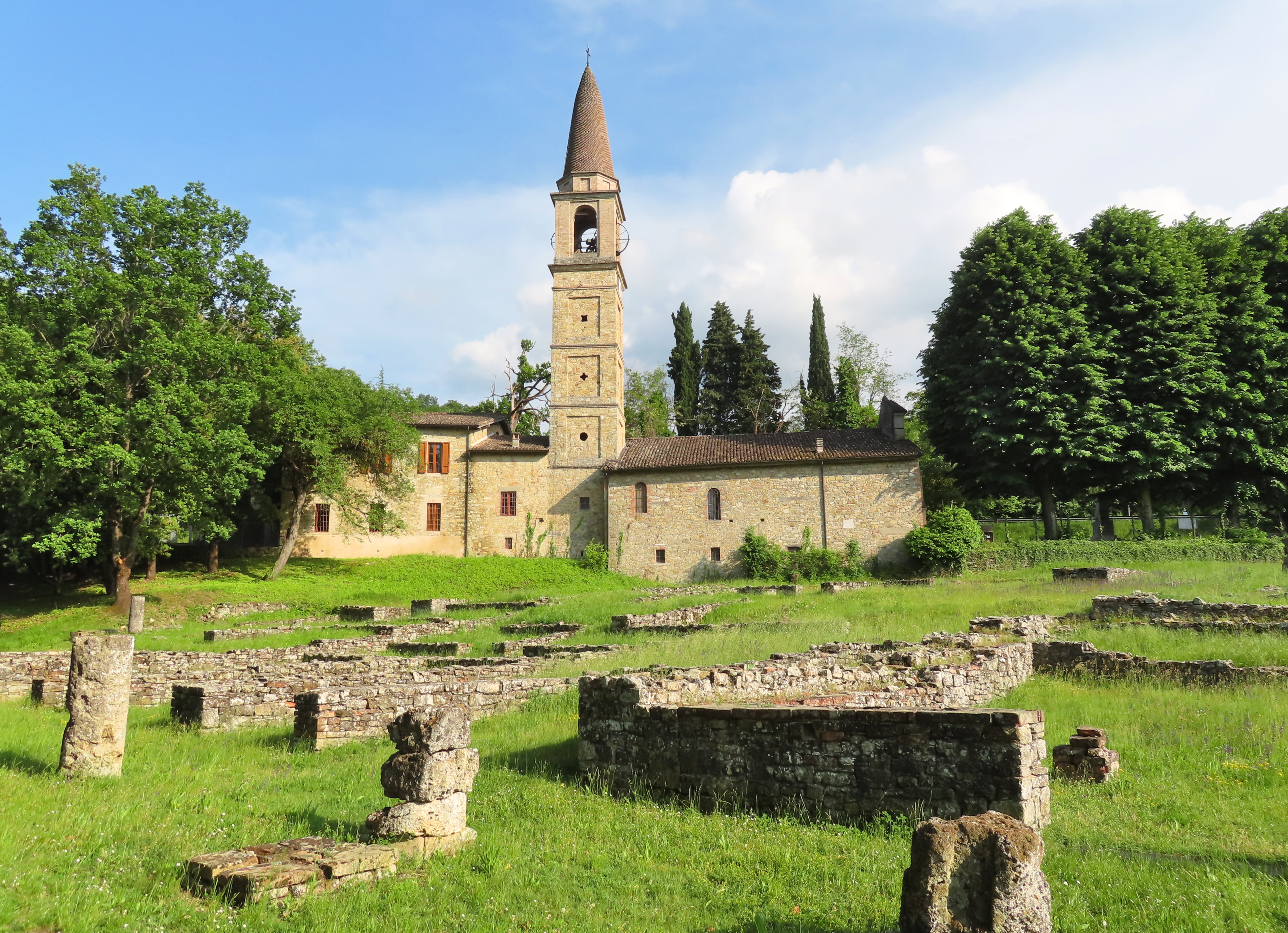
Area residenziale

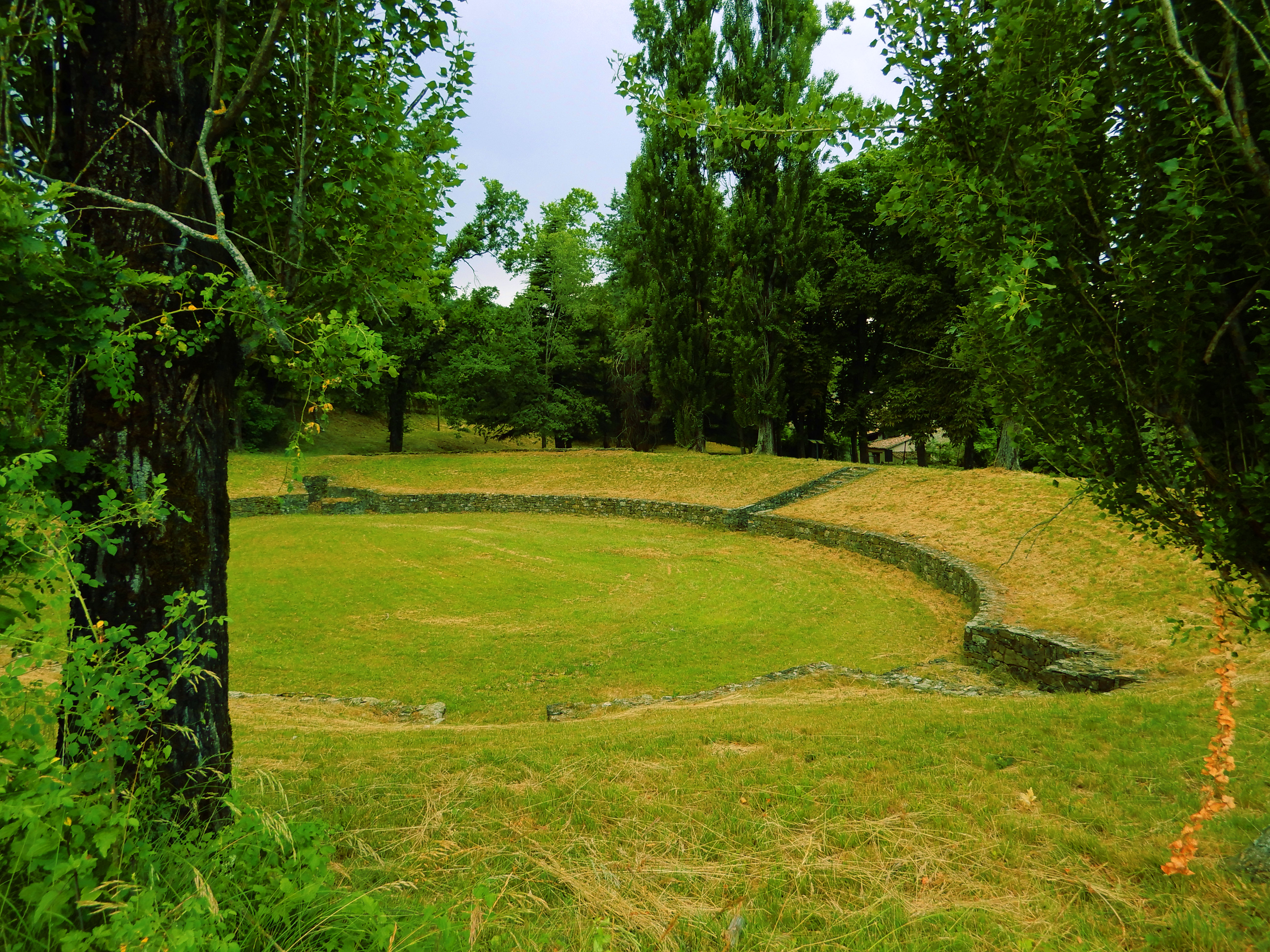
Teatro romano

Il testo riporta, in sei colonne, due serie di obbligazioni, cinque del 101 per un totale di 72.000 sesterzi e quarantasei, comprese tra il 106 e il 114, per un totale di 1.044.000 sesterzi. Le rendite, calcolate con interesse al 5%, venivano distribuite in natura o contanti a 246 ragazzi e a 35 ragazze. La descrizione, accurata e regolare, delle obbligazioni comprende: il nome del proprietario del fondo, il nome dell'intermediario incaricato della descrizione, la stima del valore delle proprietà, la somma corrisposta, il nome della proprietà e di due confinanti, l'uso del suolo, la collocazione nel pagus e in alcuni casi nel vicus.
La tabula è inizialmente divisa in vari pezzi e venduta per essere fusa dall'arciprete di Macinesso, viene salvata dai canonici piacentini Giovanni Roncovieri e Antonio Costa, ai quali viene, poi, sottratta, per essere trasportata a Parma, alla corte di Filippo I di Parma nel 1760 per opera del segretario di stato Guillaume du Tillot.
Il ritrovamento della tabula, dà il via agli scavi archeologici nel sito, iniziati nel 1760. Gli scavi vengono, poi, interrotti nel 1765, alla morte di Filippo I.
Nel 1803, durante la dominazione napoleonica, gli scavi vengono ripresi: in questa seconda operazione, svolta nella zona del foro e a monte della chiesa e durata fino alla fine del 1805 non vengono trovati reperti di rilievo se non alcune monete ed iscrizioni. Altri scavi, anch'essi infruttuosi, vennero portati a termine da Pietro De Lama nel biennio 1810-1811.
Il 17 marzo 1815 il comune di Macinesso, comprendente la zona veleiate, entra a far parte del comune di Lugagnano Val d'Arda.
Con l'ingresso di Maria Luigia d'Austria a Parma, nel 1816 è finanziata una nuova serie di scavi che, pur non portando a ritrovamenti di rilievo, vedono la costruzione della palazzina della direzione degli scavi, il futuro antiquarium e di una strada che rende più agevole l'accesso alla località.

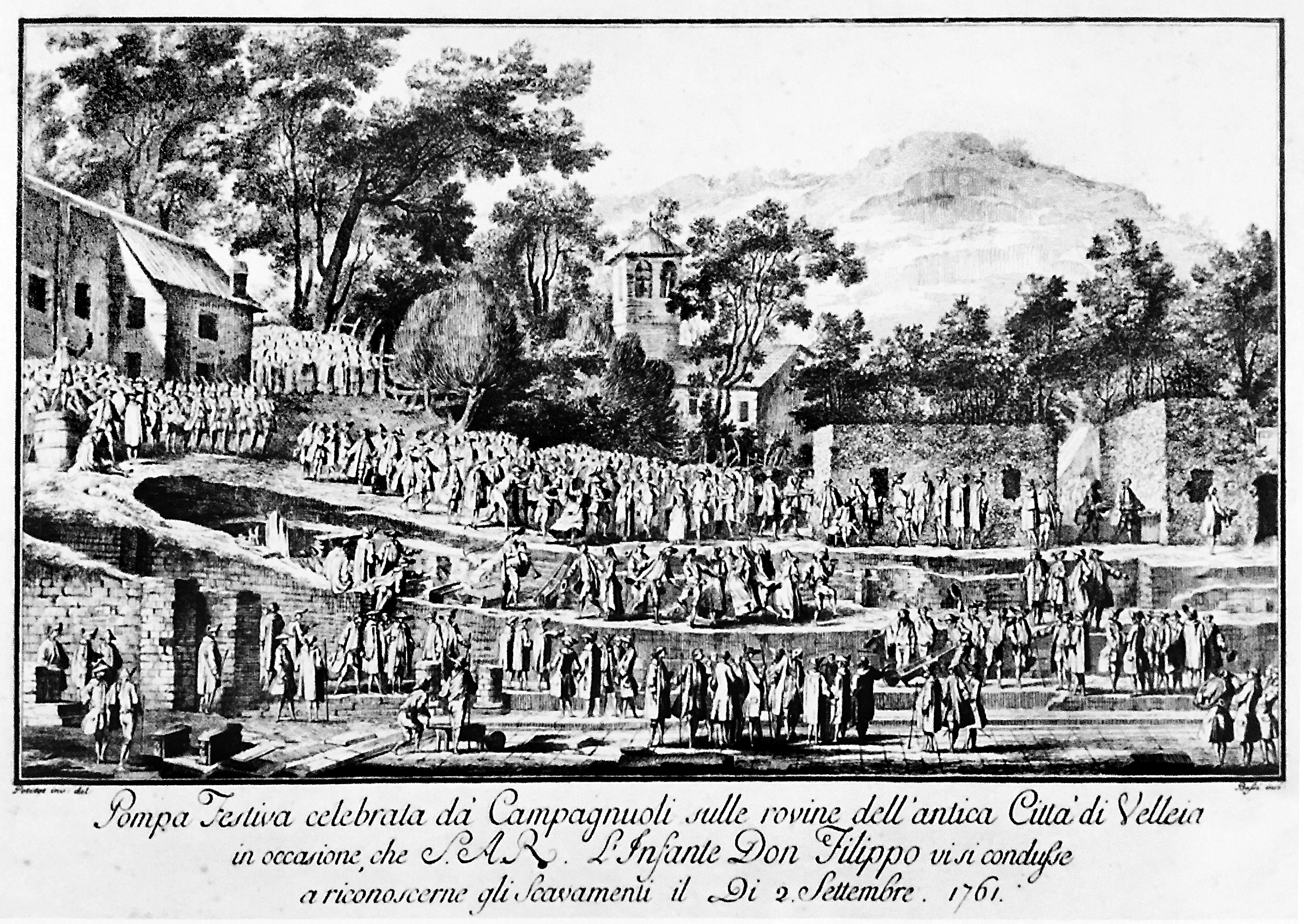
Pompa Festiva, Veleia Romana, 1761

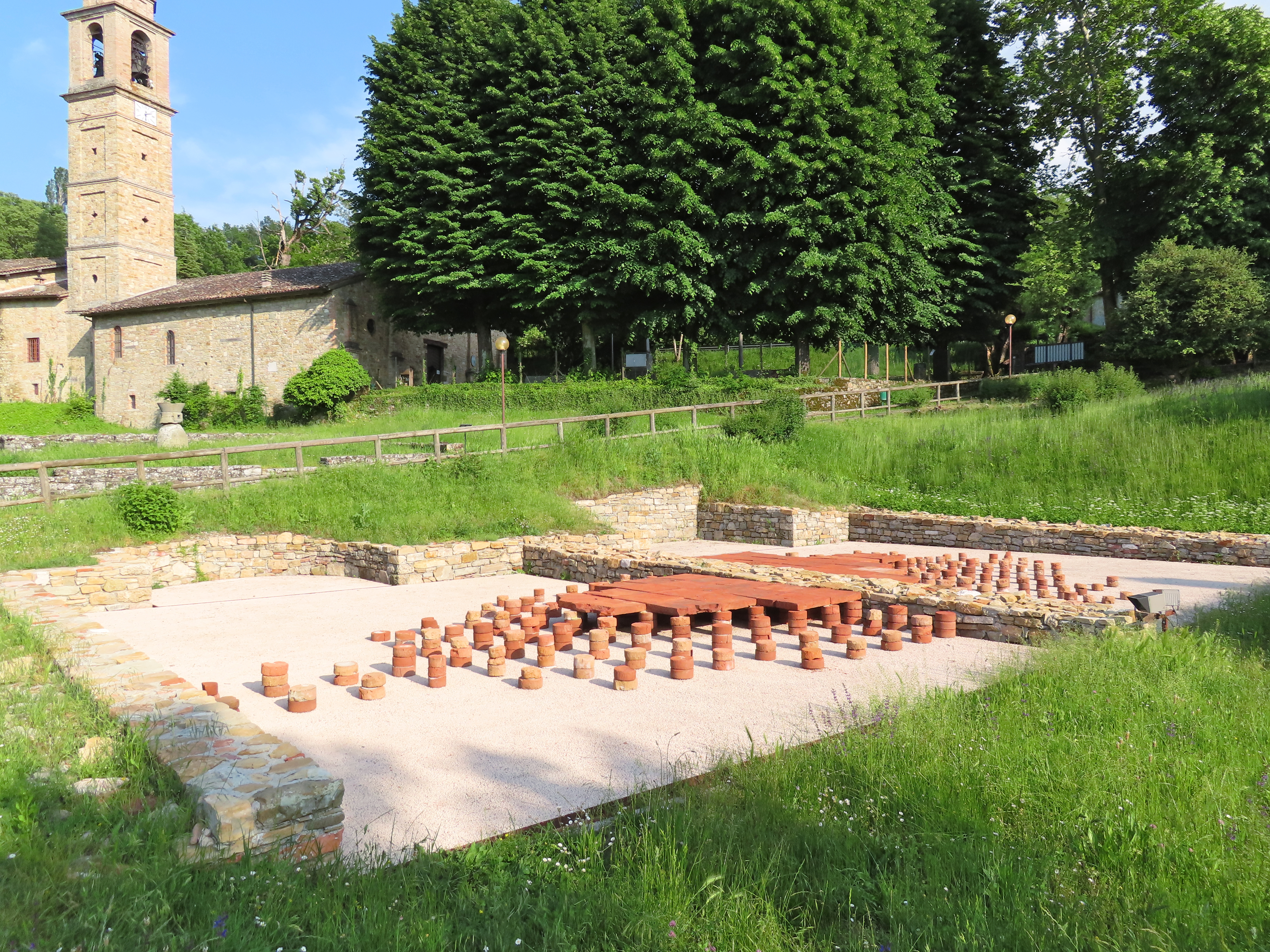
Terme

Gli scavi riprendono di nuovo nel 1842, concentrandosi nella zona della chiesa: secondo Michele Lopez, direttore del museo archeologico di Parma, infatti, la chiesa poteva sorgere sui resti di un'area sacra romana: fu, quindi, demolita la canonica, ma l'assenza di riscontri positivi, bloccò l'ulteriore avanzamento dell'opera. Gli scavi vengono, poi, di nuovo interrotti nel 1847 con la morte della duchessa.
Nel 1869 vengono rinvenuti, da parte dell'archeologo Luigi Pigorini, alcuni reperti di epoca precedente a quella romana a nord-est del sito archeologico. Lo stesso Pigorini riesce a ottenere i finanziamenti per far ripartire gli scavi nel 1872. Nel 1876 sono ritrovate a nord-est del centro di Veleia, nelle vicinanze del cimitero, alcune sepolture liguri databili alla seconda età del ferro.